# Josh Awotunde
Josh Olayinka Awotunde, né le 12 juin 1995 à Lanham, est un athlète américain, spécialiste du lancer du poids.

## Biographie
En septembre 2021, Josh Awotunde porte son record personnel à 22,00 m à Padoue.
Début 2022, il réalise 21,74 m en salle à Spokane et se classe par la suite cinquième des championnats du monde en salle à Belgrade, en atteignant la marque de 21,70 m. Il se classe troisième des championnats des États-Unis en plein air derrière Ryan Crouser et Joe Kovacs.
Lors des championnats du monde d'athlétisme 2022, il remporte la médaille de bronze avec 22,29 m (record personnel), devancé par ses compatriotes Ryan Crouser et Joe Kovacs.

## Palmarès
| Date | Compétition                    | Lieu     | Résultat | Marque  |
| ---- | ------------------------------ | -------- | -------- | ------- |
| 2022 | Championnats du monde en salle | Belgrade | 5e       | 21,70 m |
| 2022 | Championnats du monde          | Eugene   | 3e       | 22,29 m |

## Records
| Épreuve         | Épreuve   | Performance | Lieu    | Date             |
| --------------- | --------- | ----------- | ------- | ---------------- |
| Lancer du poids | Plein air | 22,00 m     | Padoue  | 5 septembre 2021 |
| Lancer du poids | Salle     | 21,74 m     | Spokane | 27 février 2022  |